# Grote Lavra-klokkentoren
De Grote Lavra-klokkentoren (Oekraïens: Велика Лаврська дзвіниця, Velyka Lavrska dzvinytsja) is de belangrijkste klokkentoren van het oude Holenklooster van Kiev. Het was de hoogste vrijstaande klokkentoren op het moment van de bouw in 1731-1745. De totale hoogte, met bovenop het christelijke kruis, is 96,5 meter.
De klokkentoren werd ontworpen door de architect Johann Gottfried Schaedel. Hij koos voor een neoklassieke architectuurconstructie met in totaal vier lagen, met daarboven een vergulde koepel. De diameter van het laagste niveau is 28,8 meter en de dikte van de muren van het eerste niveau is 8 meter. De fundering is meer dan 7 meter.
De toren is versierd met veel architectonische zuilen: het tweede niveau telt 32 Dorische zuilen, het derde 16 Ionische zuilen en het vierde 8 Korinthische zuilen.
Op het derde niveau waren er enkele hangende bellen, maar deze zijn later verwijderd. Tot op de dag van vandaag zijn er slechts drie kleine 18e-eeuwse klokken bewaard gebleven. De voormalige hoofdklok van klokkentoren had een totaal gewicht van één ton. Het mechanisme van de klok is zeer nauwkeurig. Echter, men heeft waargenomen dat de nauwkeurigheid afhangt van de tijd van het jaar. In de winter werkt de klok iets langzamer dan in de zomer.
Op het derde niveau bevindt zich een uitkijkplatform, dat bezoekers een panoramisch uitzicht biedt van de regio rond Kiev.

## Galerij

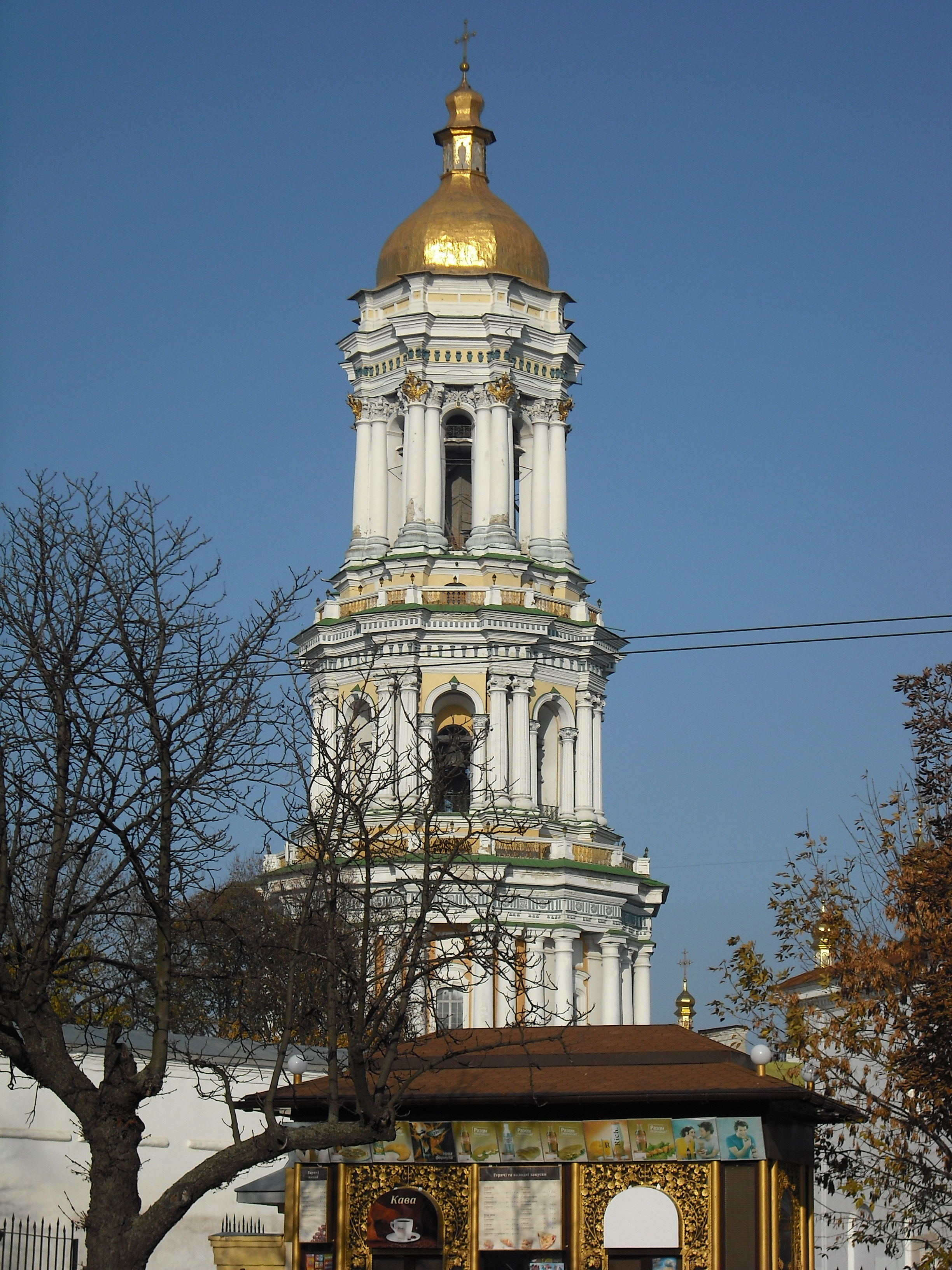
De klokkentoren in 2009.
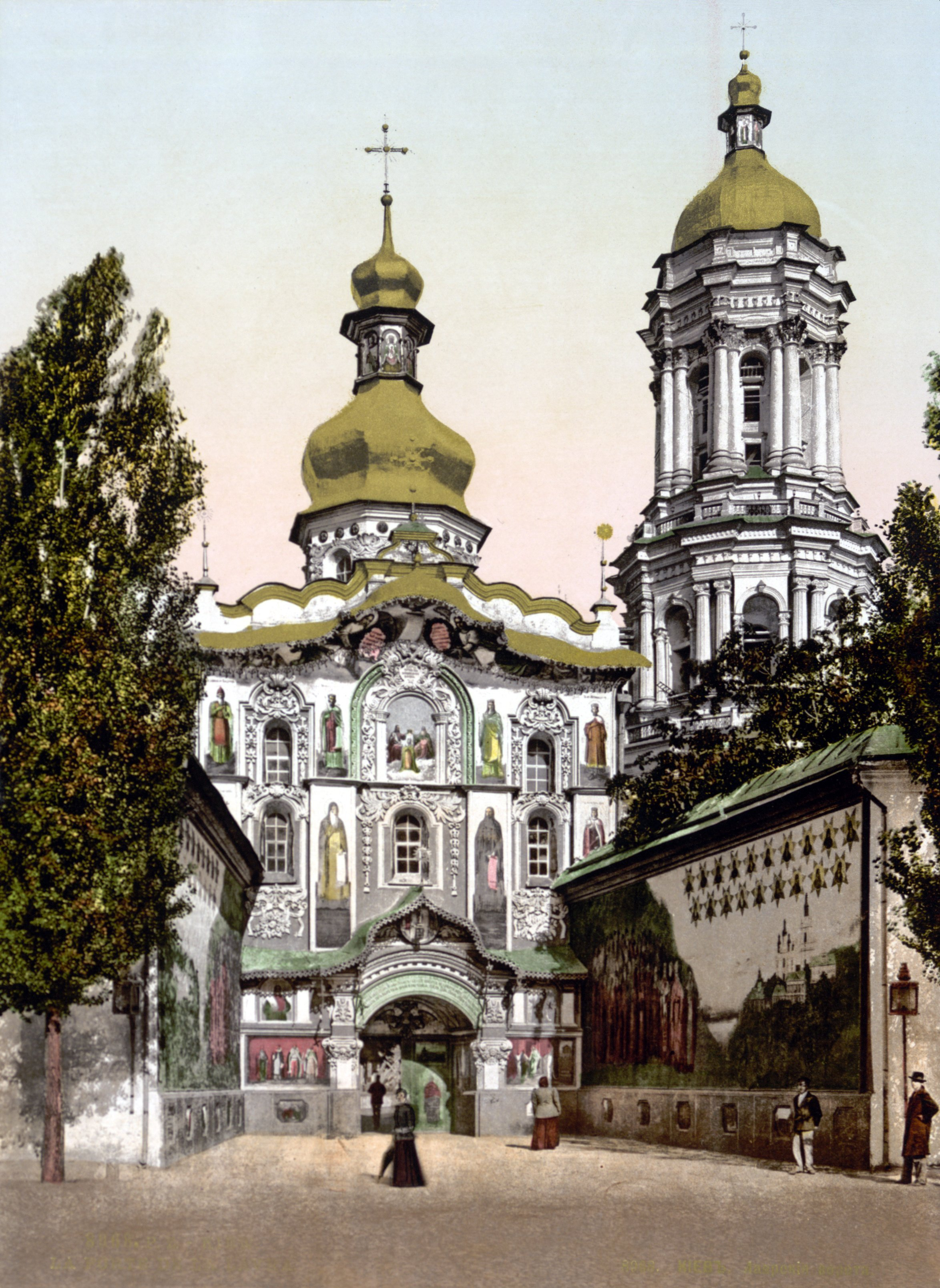
Tussen 1890 en 1905.
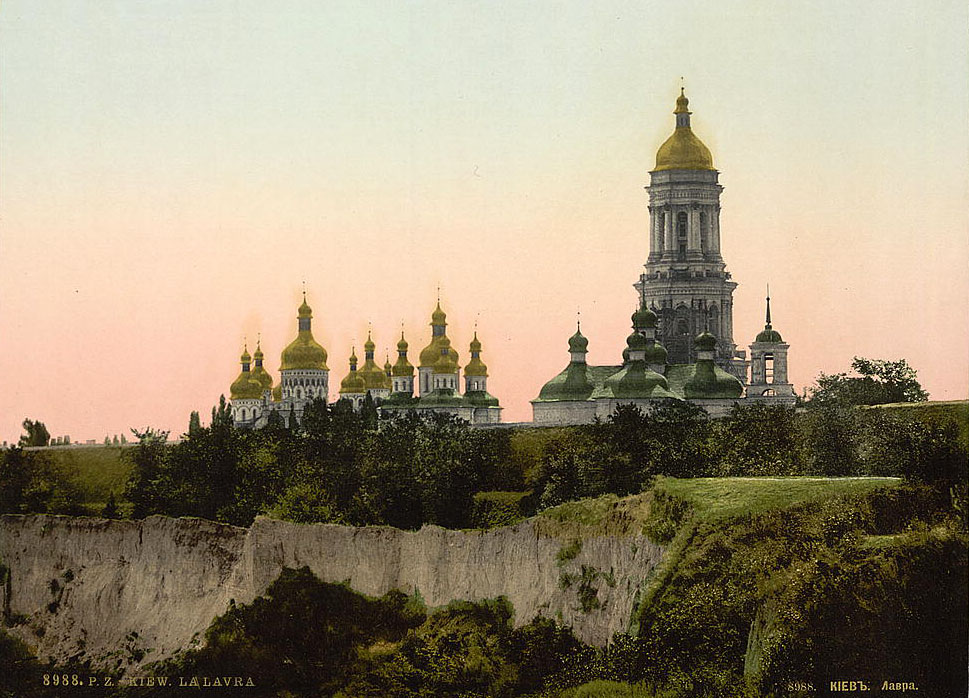
Tussen 1890 en 1905.